# Metafictie
Metafictie is een vorm van fictie waarin bewust verwijzingen naar het fictie-medium zijn opgenomen. Hiermee wordt, vaak op een humoristische wijze, erkend dat de realiteit die in het verhaal wordt opgeroepen slechts een illusie is. Metafictie is bedoeld om de lezer eraan te blijven herinneren dat wat hij/zij leest of ziet slechts fictie is, en om de problematische relatie tussen realiteit en fictie consequent bloot te leggen.
Metafictie kan op verschillende manieren worden toegepast, bijvoorbeeld zo dat de personages in een verhaal zich bewust zijn van het feit dat zij slechts personages zijn in een verzonnen realiteit. Zo komt het in de Suske en Wiske-verhalen geregeld voor dat een van de personages zich tot de kijker richt, en komen de personages regelmatig hun eigen stripalbums tegen. Ook kunnen personages verwijzingen maken naar bepaalde eigenschappen van fictie, zoals de opschuivende tijdlijn. Zo maakt in een strip van Casper en Hobbes Caspers vader de opmerking dat Casper zijn hele leven zes jaar oud zal blijven. Andere voorbeelden zijn boeken waarin de auteur zelf een van de personages is, of boeken/films die zelf over een boek of film gaan.
Metafictie is al vrij oud. Een van de eerste voorbeelden zijn de Canterbury Tales van Geoffrey Chaucer.